# Krupa (Lahinja)
Der kurze Fluss Krupa in der süd-slowenischen Region Bela krajina („Weiße Mark“) steht unter anderem wegen seiner malerischen, türkisen Karstquelle seit dem Jahre 1997 unter Naturschutz; der Fluss zählt auch zum Verbundnetz Natura 2000. Es handelt sich um die wasserreichste Quelle der Bela krajina, die unterhalb des Dorfes Krupa entspringt. Da die Bela krajina eine Karstlandschaft ist, die grundsätzlich unter Wassermangel leidet, wollte man in den 1980er Jahren diese Quelle für die Trinkwasserversorgung nutzen.
Die gesamte Länge des Flusses beträgt ca. 2,5 km, die durchschnittliche Wasserdurchflussmenge etwa 1000 l/s. Die Krupa mündet unterhalb von Gradac in die Lahinja. Die durchschnittliche Tiefe der Krupa beträgt ca. 20 m. Die Lahinja mündet ein paar Kilometer weiter, bei Primostek, in die Kolpa, die auch unter Naturschutz steht. Die Kolpa wiederum fließt in die Save und diese mündet bei Belgrad in die Donau.
Im Rahmen des europäischen Programmes Interreg Slowenien-Kroatien (2014–2020) wurde ein Lehrpfad geschaffen. Dieser Rundweg beginnt bei der 30 m hohen Felswand, unter welcher die Krupa entspringt, entlang der drei Wassermühlen über eine Hängebrücke zum sog. Judenhaus (einer steinzeitlichen Höhle) und zurück. Die Krupa ist einer der wenigen Fundorte der als ausgestorben gegoltenen Höhlenmuschel Congeria jalzici.

## Verschmutzung durch PCB
Im Jahre 1984 wurde von Wissenschaftlern des Gesundheitsamtes in Maribor und später auch in Ljubljana entdeckt, dass die Krupa durch unsachgemäß gelagerte Abfälle der Firma Iskra Kondenzatorji aus Semič mit PCB (Polychlorierte Biphenyle) verseucht worden ist. Das Quellwasser sollte zur Trinkwassergewinnung für die Bela krajina Verwendung finden. Besonders problematisch ist die Tatsache, dass es sich hier um eine Karstlandschaft handelt. Noch heute ist die Belastung durch PCB hoch und kann in Bodenproben, Fischen, im Wasser, in Haustieren und Menschen nachgewiesen werden.